# Whitechapelski odjel za sigurnost građana
Whitechapelski odjel za sigurnost građana bila je skupina ljudi koja je patrolirala londonskim ulicama u vrijeme Trbosjekovih ubojstava 1888. godine.
Odjel je patrolirao uglavnom noću u potrazi za ubojicom. Nikad nisu ništa pronašli, no služili su kao izvor sigurnosti stanovnicima Whitechapela gdje su se ubojstva događala.
Predsjednik odjela bio je George Lusk. Dana 16. studenog 1888. primioje  pismo koje je navodno napisao sam Jack Trbosjek, a uz poruku je sadržavalo ljudski bubreg.